# Suzuki RGV
L'RGV è una motocicletta con un motore a due tempi prodotta dalla casa motociclistica giapponese Suzuki.

## RGV 150
Tale modello avrebbe dovuto contrastare, nelle intenzioni del costruttore, la Honda NSR 150, ma è stato mantenuta in listino per il solo anno 1999 quale evoluzione della RG 150 Gamma, da cui si distingue per lo scarico d'espansione e motore visivamente differenti. Esteticamente, la RGV 150, riprende la linea della 250 seconda serie, adottando però soluzioni più economiche, quali il tamburo posteriore e la sella biposto, oppure inusuali per l'epoca, come i cerchi a raggi.

## RGV 250
Prodotto in tre serie successive dal 1988 al 1998, questa moto era molto in voga negli anni ottanta/novanta, anche per la presenza su alcune versioni del logo "Pepsi" sulla carenatura che richiamava il modello del motomondiale nella classe 500, la RGV Γ 500 di Kevin Schwantz.
Diversi erano, in quel periodo, i concorrenti della RGV Suzuki in tale fascia di mercato, come la Yamaha con la TZR, la Honda con il modello NSR e negli ultimi due anni anche l'Aprilia con il modello RS; quest'ultima adottava lo stesso motore della Suzuki RGV, rivisto tuttavia nell'albero motore.

### Prima serie
La prima serie prodotta fu la Suzuki RGV 250 Gamma (VJ21), prodotta dal 1988 al 1990, che deriva quale naturale evoluzione dalla meno potente RG 250 Gamma; tale serie della moto era accompagnata dal modello RG 250 TV Wolf, quasi identico alla RGV 250 Gamma, differendo da questa per l'assenza delle carene e del cupolino, e l'adozione di un solo freno a disco anteriore e per la disposizione dei cilindri (V di 90° invece che paralleli).

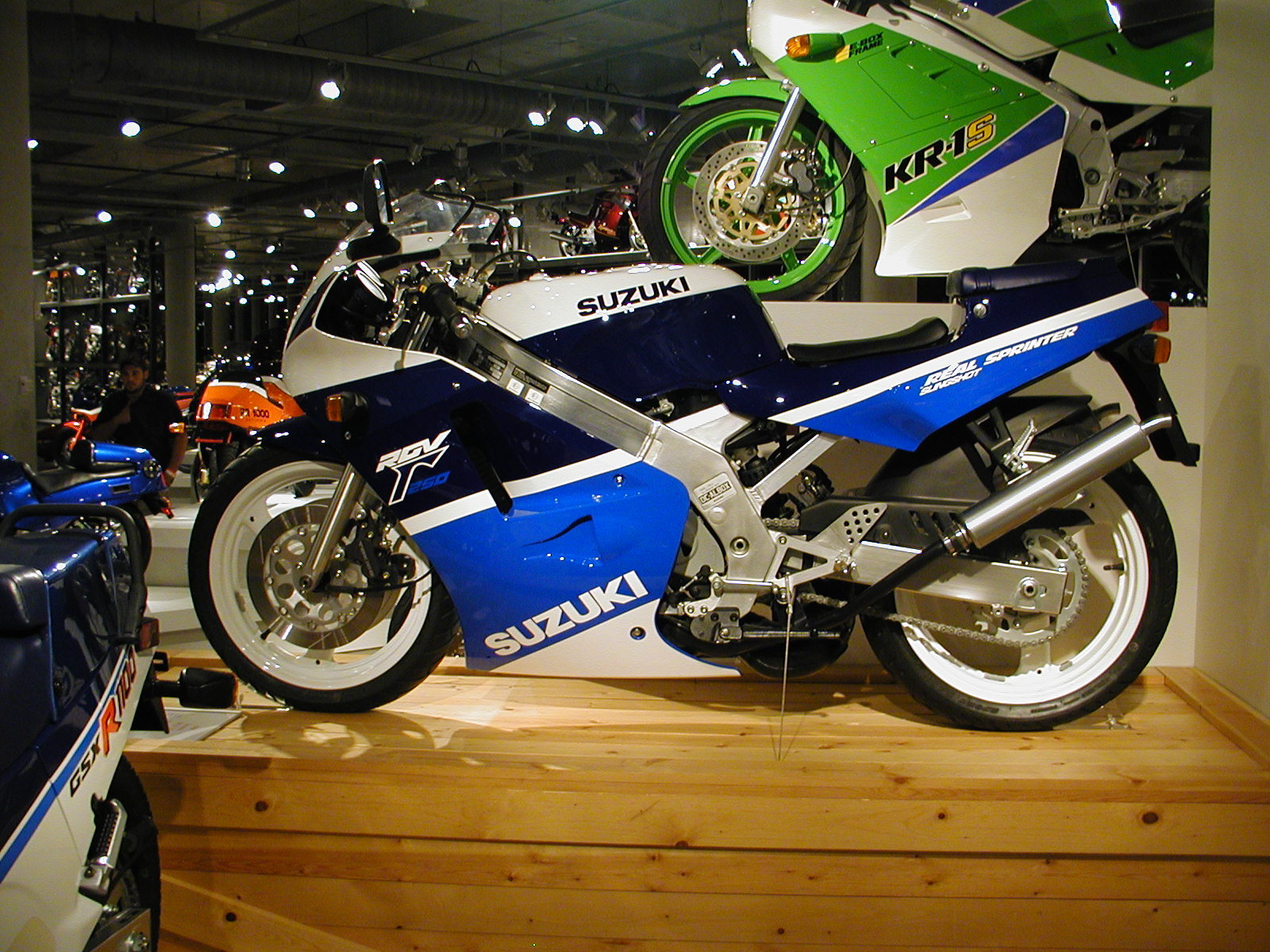
Suzuki RGV 250 Gamma (VJ21)

### Seconda serie
Nella seconda serie la moto si evolvette, assumendo la denominazione di Suzuki RGV 250 R (VJ22) e venne prodotta dal 1990 al 1995. Oltre a risultare ancora più potente, la RGV 250 R aveva entrambi gli scarichi sulla destra in luogo di uno per parte, le forcelle risultarono rovesciate rispetto alla precedente e il forcellone posteriore assunse una forma "a banana", in modo da conferire una linea più pulita alle espansioni. Quest'ultimo, inizialmente pieno, dal 1993 adottò una capriata di rinforzo.
Della stessa moto fu commercializzata anche una versione depotenziata a 34 CV circa, in modo da poter essere guidata in alcuni Paesi con una differente patente ed aumentare quindi il potenziale mercato (in Italia ad esempio era sufficiente la sola patente A2); tale versione venne prodotta dal 1994 al 1995.

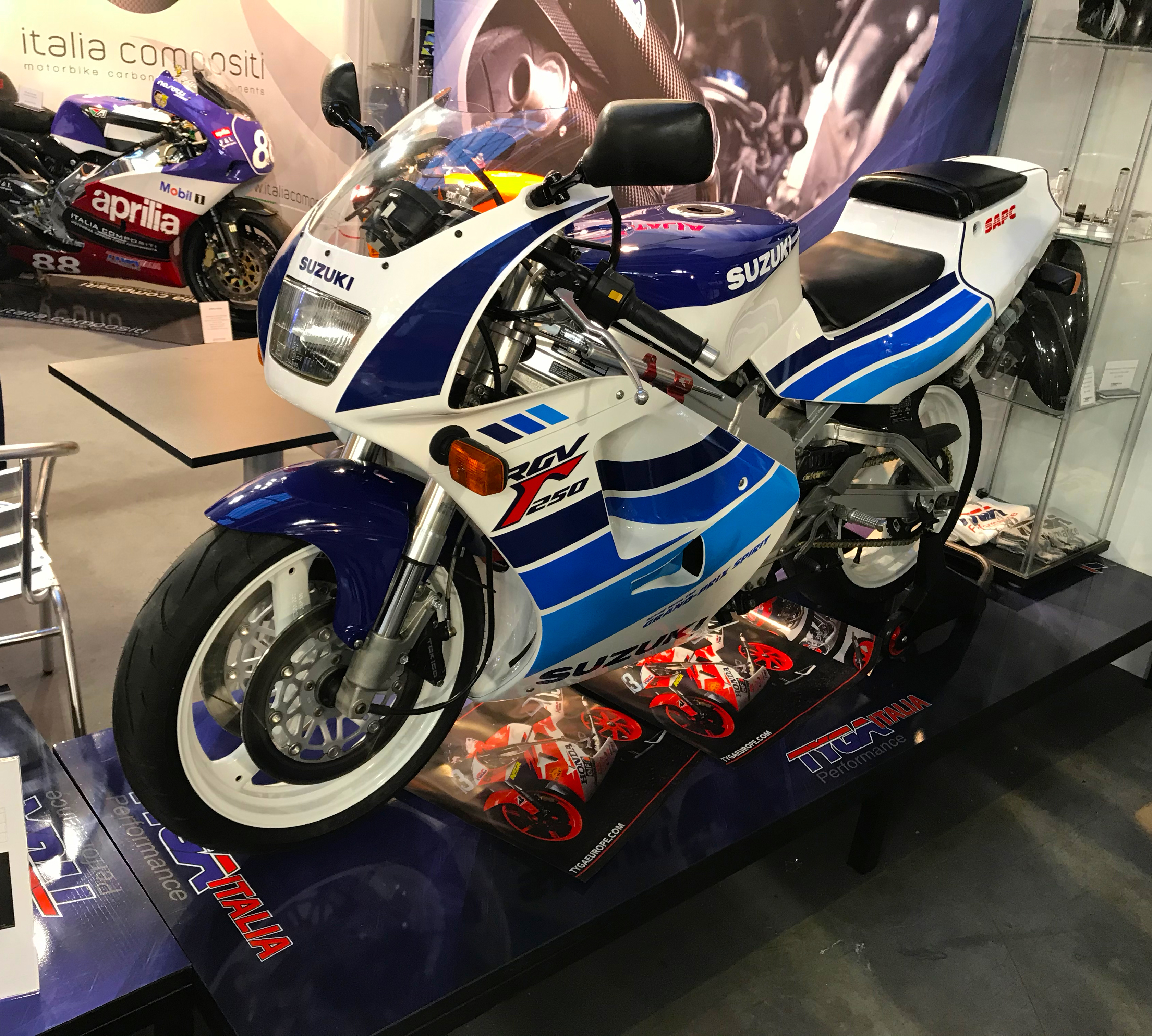
Suzuki RGV 250 R (VJ22)

Inoltre di questa motocicletta venne prodotta anche una versione SP, precisamente in due versioni RGV 250 VJ22 SP1 e  RGV 250 VJ22 SP2, erano le versioni sport production, dotate di cambio ravvicinato, frizione a secco a denti elicoidali o dritti, cilindri, testate, centraline, sospensioni, freni, telai, diversi fra di loro, a seconda del numero di telaio, erano per le omologazioni campionato f3 giapponese sport production, si differenziavano dalle rgv 250 convenzionali dalle colorazioni dedicate con tabelle porta numero nere...

### Terza serie
La terza serie, denominata Suzuki RGV 250 SP (VJ23T), venne prodotta e presentata al salone di tokyo nel 1995, e venduta al pubblico dal 1996 al 1998; tale modello non ebbe la medesima diffusione e, infatti fu prodotta in serie limitata al mercato giapponese con potenza ridotta a 40 cv, e solo nel 1998 venne prodotta una ridottissima serie denominata VJ23V, si stima in circa 700 esemplari, per il mercato australiano e nord americano, con potenza alla ruota di circa 59,1 cv, alias 68,5 cavalli all'albero circa, e tachimetro con fondoscala 240 km/h anziché 180 km/h,
Con questa moto si adottarono telaio e forcellone nuovi, serbatoio e codino rivisti, tornando ad usare una disposizione simmetrica delle espansioni; cerchi e dischi freno erano di nuovo tipo. e un uso intenso di alluminio e magnesio per abbassare il peso della motocicletta rispetto al modello precedente...
Meccanicamente la 250 SP era caratterizzata da carburatori più piccoli (32 mm) e dalla presenza di un sensore per l'airbox in pressione, il quale sfruttava l'effetto ram-air; la moto era inoltre equipaggiata con avviamento elettrico e la frizione a secco. in totale la rgv 250 vj23 si stima una produzione totale che non supera le 2150 unità.